# Wzlot (grupa literacka)
Wzlot – grupa literacka działająca w Stanisławowie w latach 30. XX w.
Grupa wyłoniła się ok. 1929 ze środowiska skupionego wokół lwowskiego czasopisma „Chwila” i była czynna do końca lat 30. Członkami grupy byli żydowscy pisarze tworzący w języku polskim oraz jidysz, m.in. Minka Silbermanówna, Bronisław Mayer, Leon Schopenfeld, Leon Streit. Tematy podejmowane w twórczości pisarzy to problemy związane z życiem Żydów w Galicji, tradycje kultury hebrajskiej, syjonizm. W 1932 grupa rozpoczęła wydawanie miesięcznika „Wzlot”.